# Margaret Scherf
Margaret Scherf (* 1. April 1908 in Fairmont, West Virginia; † 12. Mai 1979 in Kalispell, Montana) war eine US-amerikanische Schriftstellerin.

## Ausbildung
Scherf ging in New Jersey, Wyoming und Montana zur Schule. 1928 machte sie einen Abschluss am Antioch College in Yellow Springs, Ohio.

## Beruf
Scherf arbeitete nach ihrem Schulabschluss in New York City als Sekretärin bei der Firma Robert McBride & Company. Nach einem Jahr wechselte sie zur Wise Book Company und schrieb für das Camp Fire Girls National Magazine. Einige Jahre später, während des Zweiten Weltkrieges, war sie Sekretärin bei der Bethlehem Shipbuilding Corporation in Brooklyn. Später hatte Scherf ein Antiquitätengeschäft. Diese Tätigkeit ging in die Handlung einiger ihrer Krimis ein, zum Beispiel in The Gun in Daniel Webster's Bust (Der versteckte Revolver, 1949).

## Schriftstellerische Tätigkeit
Scherf begann ihre Karriere als Krimi-Autorin 1940 mit dem Buch The Corpse Grows A Beard. Neben Einzel-Romanen schuf sie mehrere Serien, deren Handlung sich um bestimmte Protagonisten rankte: Lieutenant Ryan, Dr. Reverend Martin Buell, Emily & Henry Bryce, Grace Severance.
Besonders in den Romanen um Emily & Henry Bryce verarbeitete Scherf ihre eigenen Erfahrungen im Antiquitätengeschäft. Die Protagonisten Emily und Henry Bryce haben eine Restaurierungswerkstatt im Obergeschoss eines Hauses Lexington Avenue Ecke 62. Straße in Manhattan, New York. Im Erdgeschoss des Hauses betreibt Link Simson ein Antiquitätengeschäft. In den Krimis dieser Serie werden humorvoll Antiquitätenhändler, Restauratoren und deren Kunden und die Verhältnisse dieses Stadtteils und seiner Bewohner in den 1950er und 1960er Jahren geschildert.
1964 wurde Scherfs Buch Mystery of the Velvet Box für den Edgar Allan Poe Award nominiert.

## Politisches Engagement
Scherf wurde 1965 als Abgeordnete ins Repräsentantenhaus von Montana gewählt.

## Familie
Scherf heiratete 1965 Perry E. Beeby. 1979 hatte Scherf einen Verkehrsunfall an dessen Folgen sie verstarb.

## Veröffentlichungen (Auswahl)

### LieutenantRyan
- The Owl In The Cellar (Im Mittelpunkt die Eule, 1945), epubli, 2020, ISBN 978-3-7529-8400-2
- Murder Makes Me Nervous (Mord macht nicht nervös, 1948), epubli, 2021, ISBN 978-3-7541-1436-0

### Dr.ReverendMartin Buell
- Always Murder a Friend (Höchst verdächtig, Dr. Buell, 1948)
- For the Love of Murder/Gilbert's Last Toothache (Was geht das sie an, Dr. Buell?, 1950), Hassell Street Press, 2021, ISBN 978-1-01-529082-2
- The Curious Custard Pie/Divine and Deadly (Vorsicht, Dr. Buell!, 1950)
- The Elk and the Evidence (Lügt Miss Katy, 1952)
- The Cautious Overshoes (1956)
- Never Turn Your Back (Ein Toter frei Haus, 1959), epubli, 2022, ISBN 978-3-7565-4197-3
- The Corpse in the Flannel Nightgown (1965)

### Emily & Henry Bryce
- The Gun in Daniel Webster's Bust (Der versteckte Revolver, 1949), Ullstein, 1958, epubli, 2020, ISBN 978-3-7565-3705-1, RUE MORGUE PR, 2004, ISBN 978-0-915230-74-7
- The Green Plaid Pants (Der Toledaner Degen), epubli, 2020, ISBN 978-3-7531-2241-0
- Glass On the Stairs (Zerbrochenes Glas, 1954), epubli, 2020, ISBN 978-3-7529-8020-2
- The Diplomat and the Gold Piano/Death and the Diplomat (Das goldene Klavier, 1963), Neopubli, 2020, ISBN 978-3-7529-9877-1, RUE MORGUE PR, 2006, ISBN 978-0-915230-99-0

### Grace Severance
- The Banker's Bones (Der Tote im Sand, 1968, Der Tot in der Wüste, 2020), Neopubli GmbH, 2020, ISBN 978-3-7529-9686-9
- The Beautiful Birthday Cake (Der Mörder bleibt über Nacht, 1971), Neopubli GmbH, 2020, ISBN 978-3-7531-1812-3
- To Cache a Millionaire (Jagd auf einen Millionär, 1972)
- The Beaded Banana (1978), Mills & Boon, 1982, ISBN 978-0-263-73769-1

### Sonstige Romane
- The Corpse Grows A Beard (1940)
- The Case of the Kippered Corpse (1941)
- They Came to Kill (1942)
- The Secret of the Wooden Lady (1950)
- The Sole Survivor And The Kinsard Affair (1952) (mit Roy Vickers)
- The Case of the Hated Senator/Dead: Senate Office Building (Auf glattem Parkett, 1953), Neopubli GmbH, 2020, ISBN 978-3-7531-2816-0
- Judicial Body (Tödliche Leckerbissen, 1957), epubli, 2020, ISBN 978-3-7531-1066-0
- Wedding Train (1960)
- The Mystery of the Velvet Box (1963)
- The Secret of the Shaky Staircase (1965)
- The Mystery of the Empty Trunk (1966)
- If You Want a Murder Well Done (Wenn ein Mord gelingen soll, 1974)
- Don't Wake Me Up While I'm Driving (1977)
- Der Schlüsel der nirgends passt, Stuttgart, Boje Verlag, 1968